# Wolseley 12/32
Der Wolseley 12/32 war ein Mittelklasse-PKW, den Wolseley 1928 herausbrachte.
Er besaß einen obengesteuerten Vierzylindermotor mit 1532 cm³ Hubraum, der 23,5 kW leistete. Der Wagen wurde auf einem Fahrgestell mit 2705 mm Radstand geliefert. Der Aufbau war 4077 mm lang und 1702 mm breit. Das Gewicht des Fahrgestells (ohne Aufbau) lag bei 762 kg, die Höchstgeschwindigkeit bei 88 km/h.
1930 wurde das Modell ersatzlos eingestellt.